# إدوين هيل أبوت
إدوين هيل أبوت (بالإنجليزية: Edwin Hale Abbot) (من مواليد عام 1834- والمُتوفى في عام 1927) هو محامي ومدير تنفيذي للسكك الحديدية، في بوسطن وميلووكي.

## سيرته الذاتية
وُلد أبوت في بيفرلي بولاية ماساتشوستس، وتلقّى تعليمه في جامعة هارفارد وحصل على البكالوريوس عام 1855، ثم الماجستير في عام 1858، ثم الدكتوراة في عام 1861، ومارس القانون في بوسطن من عام 1862 إلى عام 1876. وخلال هذا الوقت، شغل منصب المحامي لمطالبات ولاية ألاباما، وهي سلسلة من المطالبات عن الأضرار من قبل حكومة الولايات المتحدة ضد حكومة بريطانيا العظمى للمساعدة المقدمة إلى الولايات الكونفدرالية الأمريكية خلال الحرب الأهلية الأمريكية. وفي عام 1873، عُين إدوين محاميًا عامًا ومديرًا لسكة حديد ولاية ويسكونسن المركزية. وانتقل إلى ميلووكي في عام 1876 وأصبح بعد ذلك رئيس السكك الحديدية، وخدم في هذا المنصب حتى عام 1890. وكان أيضًا مديرًا لسكة حديد شمال المحيط الهادئ.
انُتخب زميل مشارك في الأكاديمية الأمريكية للفنون والعلوم في عام 1924.
أصبح قصر إدوين أبوت، الذي بُني في عام 1889 في كامبريدج بولاية ماساشوستس ملكًا لمدرسة لونجي للموسيقى.